# 田中眞紀子
- 田中真紀子

田中 眞紀子（たなか まきこ、1944年〈昭和19年〉1月14日 - ）は、日本の政治家、実業家。越後交通代表取締役相談役、長鐵工業代表取締役会長。
文部科学大臣（第17代）、外務大臣（第126代）、科学技術庁長官（第52代）、衆議院議員（6期）、衆議院外務委員長・文部科学委員長、新潟放送取締役などを歴任した。
日本で初めて女性で外務大臣を務めた。父は第64・65代内閣総理大臣の田中角栄。夫は防衛大臣などを務めた田中直紀。

## 来歴・人物

### 生い立ち

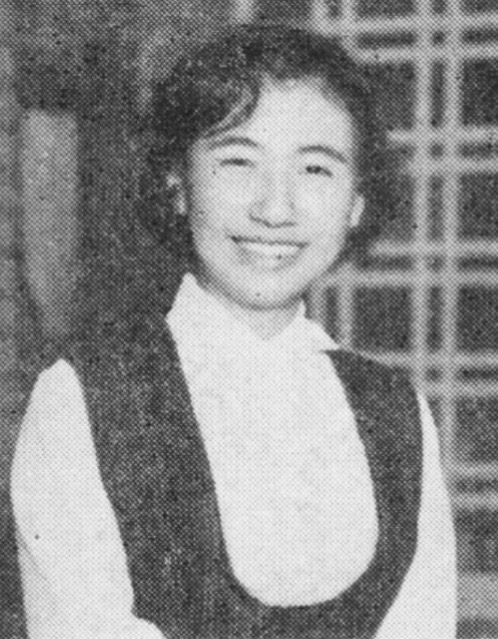
1964年

東京都文京区に父・田中角栄、母・はなの長女として生まれる。本籍地は新潟県柏崎市。千代田区立富士見小学校、日本女子大学附属中学校・高等学校を経て、1963年3月、米国のジャーマンタウン・フレンズ・スクールを卒業。早稲田大学商学部へ進学。早大在学中は演劇サークル劇団木霊に所属し、同期には久米宏や長塚京三がいた。
1968年3月、早稲田大学第一商学部卒業。大学卒業後は1969年まで劇団雲研究所に所属し、女優として舞台に出演した。1969年4月、日本鋼管従業員の鈴木直紀と結婚。鈴木との結婚は角栄の反対を押し切り決めたという。なお、直紀が田中家に婿入りする条件は、「一．直紀を父・直人（鈴木直人）の選挙区だった旧福島3区から衆議院選挙に立てること。」、「二．田中家の全財産は将来、直紀に譲ること。」、「三．以上の約束を披露宴で公表すること。」だった。直紀は田中姓となり、眞紀子は結婚を機に演劇活動から引退した。母が病弱であったことや、高校時代のアメリカ留学経験もあり、父・角栄が首相在任中は事実上のファーストレディの役目を担った。

### 衆議院議員

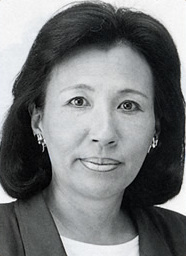
科学技術庁長官時の田中

1993年7月の第40回衆議院議員総選挙に旧新潟3区から無所属で立候補。同選挙区では自民党は桜井新、村山達雄、渡辺秀央の3人に公認を出した。現職の星野行男は自民党を離党し新生党公認で立候補した。定数5に対し、田中はトップで初当選した。その後、自民党の衆議院議員となった。
翌1994年6月30日に発足した村山内閣で、1年生議員ながら科学技術庁長官として初入閣し波紋を呼んだ。その後も高い人気を保ったが、その源泉は与党内野党的な自由な立場からの奔放な発言であった。教育実習にボランティア活動を義務化させる提案をし実現させ物議を醸した。
1996年10月の第41回衆議院議員総選挙では新潟5区から自民党公認で立候補。新進党の公認を得た現職の星野行男らを破り、再選を果たす。
2001年の小泉純一郎首相誕生に際しては、総裁選での応援を買って出るなど大きく寄与し、女性初外務大臣に就任した。

### 外相更迭と議員辞職・自民党離党
ターニングポイントとなったのが、事務方との対立に起因する、2002年1月30日の外相更迭であった。当時は世論の圧倒的多数が更迭に反対して田中を支持、小泉内閣の支持率が一時的に急落するほどであった（読売新聞では下げ幅が30.7%に及んだ）。
2002年春に、秘書給与流用疑惑が報道された。同年8月9日、自身の公設秘書給与の流用疑惑の責任を取る形で、議員辞職。
2003年に自民党離党。同年11月の第43回衆議院議員総選挙に無所属で当選し、国政へ復帰。民主党の院内会派「民主党・無所属クラブ」に加入した。今度は以前に所属していた自民党に対して厳しい批判を繰り返すようになった。

### 民主党へ
衆院選を目前に控えた2009年8月15日、新潟県長岡市内で記者会見し、夫の田中直紀参議院議員とともに民主党入りを表明。鳩山由紀夫代表と三人での記者会見であったものの、14日に入党手続き自体をすませていた。田中らの入党は、小沢一郎代表代行らが民主党本部へ依頼していた。民主党入りの理由について「確実に二大政党（の時代）になる。有権者に約束してきたことを実現するためには、組織に所属しなければならない」と述べ、選挙後の入党という選択肢については「それでは有権者に対して失礼」と否定した。鳩山由紀夫民主党代表は「夫婦そろっての民主党入党を心から歓迎する」と述べた。
同年9月の鳩山由紀夫内閣の成立に伴い、衆議院文部科学委員長に就任。2011年6月の菅内閣不信任決議案（菅おろし）で党議拘束に違反して棄権したため、民主党執行部から3か月の党員資格停止処分が下された。なお、国会の役職については解任しない旨が民主党執行部から通達されたため、衆院文部科学委員長の職には留まった。党員資格が停止されたため、2011年民主党代表選挙では投票権が与えられなかった。同年9月の野田内閣の成立に伴い、衆議院外務委員長に就任。
2012年6月26日の消費税増税法案には、小沢一郎や鳩山由紀夫らが反対票を投じ、小沢は自身のグループに所属する議員の大半を率いて離党、国民の生活が第一を結党したのに対し、田中は賛成票を投じ、造反の動きに同調しなかった。以前から田中は「反・野田」のスタンスに軸足を置いていたが、2012年9月民主党代表選挙では一転して野田首相の再選を支持し、野田陣営に参加している。同年10月、野田第3次改造内閣で文部科学大臣に任命され、2001年に発足した第1次小泉内閣以来、約11年ぶりに3度目の入閣を果たした。
同年11月、2013年春に新規開校を予定していた大学3校の不認可を示唆。3大学は、文部科学省の諮問機関である大学設置・学校法人審議会の認可を受けており、文部科学大臣が審議会の判断を覆すのは極めて異例で、田中は不認可の理由について「大学が多すぎ、質が低下している」と説明したことから、関係各所を巻き込んだ騒動に発展。この3校以外に同時期に認可の申請が出された既設大学の16学部、13の大学院を認可したことに続き、結局、文部科学省は11月8日、新規3校についても正式に認可した。

### 落選
しかしこれまでの一連の政治活動の流れ、また下記のような誹謗中傷的な発言・行動から、角栄に恩義を感じ尽力していた者達からも段々と見限られていく。現職閣僚として挑んだ2012年12月16日の第46回衆議院議員総選挙では、強固な地盤だった新潟5区で自民党の長島忠美に3万票近い差をつけられ比例復活もならず落選した。民主党大敗の象徴や「田中王国」の崩壊と取り上げられた。皮肉にも父・角栄の死去から丁度19年になる命日での出来事であった。12月26日、内閣総辞職により、文部科学大臣を退任。
2014年12月に行われた第47回衆議院議員総選挙では新潟5区の民主党公認候補に内定していたが、「仕事の状況を鑑みて立候補は難しい」として立候補を見送った。また、長島の死去に伴い2017年10月に予定された新潟5区補欠選挙へ立候補が取り沙汰されたが、最終的に立候補せず事実上政界を引退した形となっている。
2022年春の叙勲で夫・直紀と共に旭日大綬章を受章。
2024年1月8日、旧田中角栄邸から出火し、2階建ての住宅延べ約800平方メートルが全焼。南側の雑木林なども焼けた。田中は電話取材に「ぜんぶまる焦げ。私がお仏壇にお線香をあげて消し忘れた。（火災を）発見したのも私」と答えた。夫・直紀とともに無事だという。

## 越後交通グループとの関係・役職
新潟県中越地方の会社、越後交通グループのオーナーでもある。眞紀子の選挙においては、バス会社である越後交通の各営業所は、選挙の情報収集や票固めと言った役割を果たすことになる。これらは、父の角栄が築いたものであり眞紀子はそれを継承した。なお、同社では角栄を「大先生」と呼んでおり、営業所に写真も掲げられているという。
2022年（令和4年）6月には、グループ社長が夫の田中直紀から伊比久となった。直紀は代表権のある会長となり、代わりに会長だった眞紀子は代表権のある相談役となった。

## 他政治家や角栄秘書らとの関係
眞紀子の人の好き嫌いは、父の角栄の存在の影響が非常に大きく、父を裏切った竹下登の旧経世会（竹下派）に連なる人間を憎んでいるとされる。無所属時代に統一会派を組み、在籍していた民主党の議員に対してすら攻撃することがある。
父との関係が比較的悪くなかった小沢一郎には好意的で、小沢が民主党代表だった時は「小沢氏を首相にする」と支援姿勢を鮮明にしていた。2010年9月の民主党代表選挙でも小沢への支持を公言し、積極的に支援している。しかし2012年7月、小沢が民主党を離党して新党「国民の生活が第一」を結成した際には、党首への就任含みで参加するよう誘われたものの、眞紀子は民主党にとどまった。
また、父・角栄らとの秘書らとも仲がわるい。特に大蔵大臣時代からの秘書だった政務秘書早坂茂三、「田中角栄の金庫番」と言われた政治家秘書佐藤昭子とも折り合いが悪く、角栄が脳梗塞で入院した際「（縁のある）東京逓信病院に入院させましょう」と発言した早坂に対して、眞紀子は「病院の看護婦や医師は創価学会員や共産党員が多いから、病状が公明党や日本共産党へ（父の病状が）漏れる可能性もある」と違う病院へ入院させるよう要請した。しかし、眞紀子の要望は受け入れられず、角栄は東京逓信病院へ入院となった。入院から数日後に、眞紀子は早坂と佐藤を田中事務所から解雇した。
父の角栄が病に伏せているのに、目白の邸宅に金銭をせびりにきた県議会議員からタカられている場面に遭遇した過去に触れ、 2023年12月に日本国の地方議員数を減らすべきと批判している。眞紀子は来客としてお茶を出していたら、眞紀子の母（角栄の妻）に「奥さん、お金をくれ」とタカる地方議員に「主人は倒れていますからお引き取りください」と言ったことを「やっぱり明治の女性はしっかりしていますよね」と賛美した。

## 不祥事・批評
田中眞紀子の発言は、他の政治家に比べて他者への単なる「悪口」や「人格への中傷」が際立って多いとされる。
作家の曽野綾子は、眞紀子を「マスコミにもてはやされる才能を持ち、夫に対しても献身的なようだが、政治家には向いていない」と評した。
また、漫画家の小林よしのりも眞紀子にはかなり批判的である。
外相在任中に外務省事務方との衝突や、外務大臣としての資質に疑念を起こすトラブルを連発した。2001年秋の園遊会に自分の後援会関係者を出席させられなかったことへの抗議として、同年10月29日夜に外務省人事課に2時間立てこもり、女性職員に人事課長の更迭辞令書類の作成を強要した騒動を起こした。同年11月1日に自身の指輪がなくなったとして、秘書官にデパートに買いに行かせたために、イラン外相との会談に30分遅刻した「指輪騒動」を起こした。同年9月下旬にパキスタンの衛生事情を理由に（小泉）首相特使としての訪問拒否（外遊拒否）、同年10月21日のアジア太平洋協力会議（APEC）も欠席したことで、小泉内閣は辞職はさせないものの、外交政策決定から「（田中眞紀子）外相外し」の方針を鮮明化した。同年11月5日ではワシントン・ポストやAP通信などの海外メディアから、外相として機能しない眞紀子に対する批判が起きた。一連の騒動は国会でも取り上げられ、与野党から「外相交代論」が噴き出した。同年11月2日、与野党協議で極めて異例である、外務大臣（田中眞紀子）の国連総会と主要国（G8）外相会議への出席を認めないことで合意した。
2002年春に、社民党の辻元清美衆院議員と共に、当時自民党の眞紀子は「国から支給された秘書給与を流用した疑いがある」と相次いで報道されたことで、二人とも議員辞職した。辻元の場合は、登録政策秘書に勤務実態がなかったとして2003年7月に詐欺容疑で逮捕された（辻元清美秘書給与流用事件）。眞紀子も同様に詐欺容疑で告発されたが、2003年9月「公設秘書には勤務実態があった」として不起訴処分（嫌疑なし）となり、同11月の衆院選に無所属立候補で当選している。
越後交通の社員であり、平成13年9月から翌年7月まで眞紀子の公設第一秘書を務めた穂苅英嗣は、「裸の女王様 田中真紀子秘書日記」を2002年10月に出版し、眞紀子を「『おもしろいこと』を言ってる人、人気者」のように扱ったマスコミを批判している。また、眞紀子については他者攻撃でスケープゴートにしたり、他責で自分の失策をごまかすパターンを繰り返している人物であると批判している。外務大臣在任時の不祥事例として、中国外相に李登輝台湾前総統の来日を認めないと発言したり、大統領親書を携えたアーミテージ米国国務副長官との会談を「私用があった」とキャンセルしたり（批判後に「心身共にパニック」と釈明を変更）、靖国参拝は憲法違反で問題と中止を迫ったりなどした。穂苅は、眞紀子は父親の角栄のような人望や魅力もなく、「幼稚な女帝」、他者攻撃で自分を正しく見せる扇動政治家であり、彼女の言動で秘書らがどんどん辞めていくこと、自分の指輪紛失で要人との会合をキャンセルしたり待たせたり、上月秘書官が「盗んだ」と決めつけて攻撃し自腹で弁償させたこと、滑稽なほど場当たり的な言い逃れや責任転嫁の数々を書き、恐ろしくて誰も言えなかった内情や、秘書給与流用も組織ぐるみであったことを告発している。
テレビ朝日のディレクターらも、眞紀子が約9か月間の在任で外務大臣を更迭された直後に、眞紀子現象を起こした日本マスコミ報道は反省すべきと表明した。眞紀子の言動を報道で、「目の前の出来事を番組という商品にするため」の「消費」だけであったと告白した。日本のテレビは、田中眞紀子の外務大臣時代の関連ニュースとして、「言った言わない問題の原型」である会談リーク騒動、指輪紛失騒動、人事課に籠城など、眞紀子の身辺でのワイドショー受けする話題ばかりを垂れ流してきた。そのため、テレビ朝日ディレクターらは「ドタバタやっている以外の田中大臣のニュースをどれだけ伝えただろうか。」と自省している。眞紀子が外務大臣として、2001年10月29日に成立したテロ特措法の議論時に何をし、何をしなかったかなどほかの外務大臣時のようなニュースを伝えてなかったと明かした。眞紀子が外務大臣を更迭された際に、「『国民7割が田中眞紀子氏支持』は、マスコミの報道なくしてあり得ません。」と反省を表明している。
2012年12月16日の衆院選挙開票日は父親である角栄の命日であったが、新潟5区で眞紀子は、比例区での復活（比例復活）も出来なかった。自民党候補の得票率は45.73％ であり、眞紀子は29.26％であった。越後交通グループを軸に選挙戦を進めたが、落選の背景には角栄の代からの支持者の高齢化、眞紀子への反発で徐々に離脱が起きていた後援会「まきこ会」の有り様、地元に戻る機会が少なく、2011年の水害（平成23年7月新潟・福島豪雨）の復旧対応への批判、地元に貢献していないとの批判が根強かったことにある。 
2001年に外相時代の眞紀子との確執に巻き込まれた飯村豊元駐フランス大使も、2023年に外交と世論の関係などを考察した「外務省は『伏魔殿』か」を出版している。朝日新聞の取材に飯村は、田中眞紀子外相時代に起きたことは「ポピュリズム現象のひとつ」と解説している。

## 政治家としてのエピソード

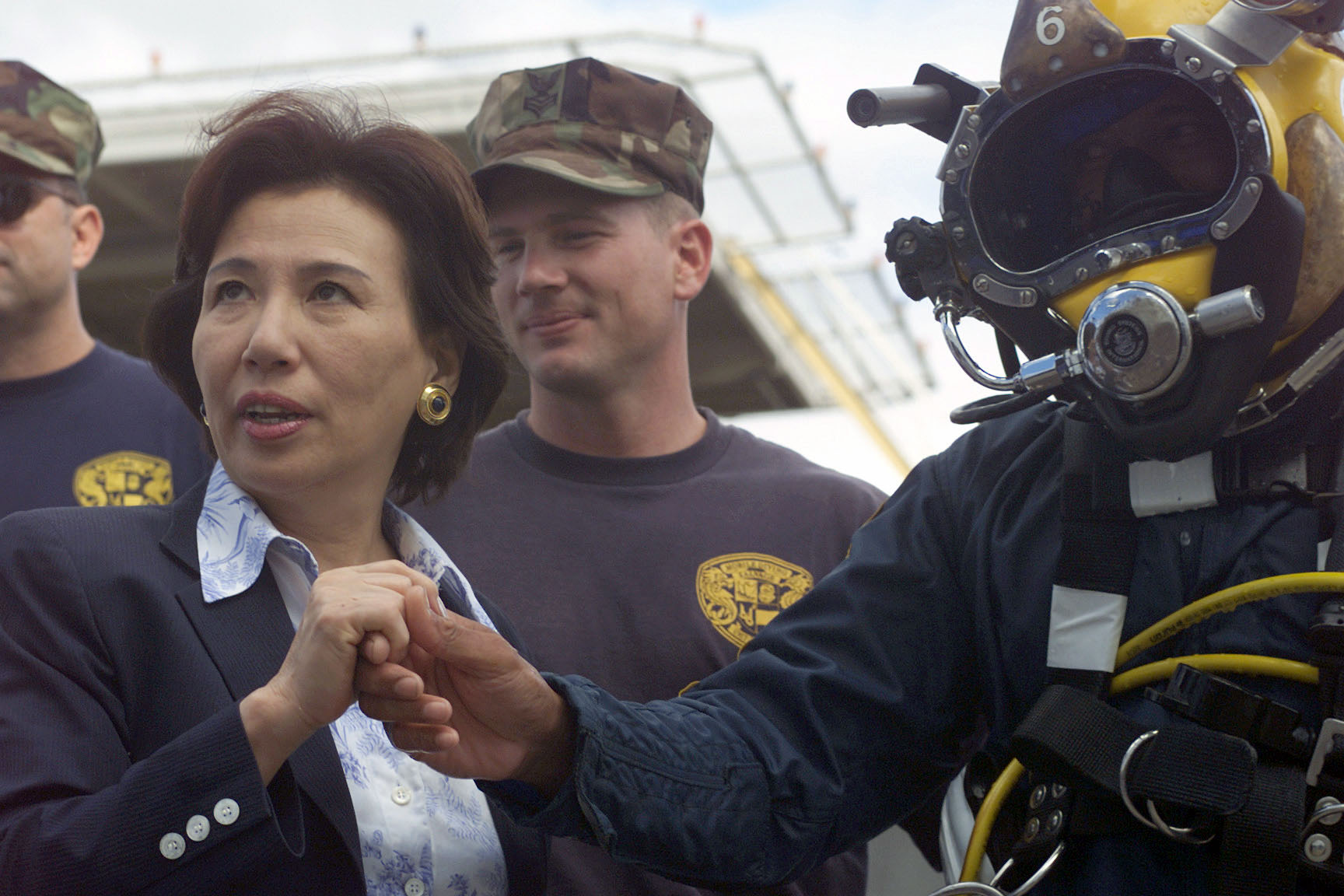
えひめ丸曳航作業を視察する外務大臣時の田中

### 「凡人」「軍人」「変人」
1998年7月の自由民主党総裁選挙に立候補した小渕恵三を「凡人」、梶山静六を「軍人」、小泉純一郎を「変人」と彼女が評した。梶山は旧陸軍航空士官学校出身。小泉は自民党の支持基盤の1つを解体すると目されていた「郵政民営化」を自身の政策の根幹に据えていたため、「自民党の異端児」と評されていた。そして小渕は官房長官当時に「平成」の改元を発表した「平成おじさん」の印象程度しかなく、国民からの認知度が低かったため。これは同年の流行語ともなった。

### 「パックン首相」
これまで処理できなかった法案（ガイドライン法案、国旗及び国歌に関する法律（国旗国歌法）案、改正住民基本台帳法案、年金制度改正法案など）を、内閣総理大臣小渕恵三（小渕内閣）が、次々呑み込んで法案成立させてしまった様子を指して「パックン首相」と呼んだ。また、金融再生関連法案の立法過程に関して、野党・民主党の案をほぼ丸呑みしたこと、公明党の主張した地域振興券法案の実施なども含まれている。

### お陀仏発言
2000年5月14日に死去した小渕恵三について、2001年4月14日、自民党総裁選に立候補した小泉純一郎の応援演説の際に「小渕の恵ちゃんなんか、『僕は一年間で借金百兆円作った、ガハハ』なんてカブ上げて喜んで頭がパチッと切れて、オブチさんがオダブツさんになっちゃったんですからね。これも自業自得なんですよ」と発言した。この発言は後にマスコミや世間から「お陀仏発言」と呼ばれた。
翌日の4月15日、渋谷駅で街頭演説をしたときも、「小渕の恵三さんという人は、『私は一年間で百兆円の借金を作った、日本一の借金王だ』とカブを持ち上げたら、コロッと死んだじゃないですか。あれをお陀仏さんと言うんですよ、オダブツさん」と発言した。
2001年4月17日付の古賀誠自民党幹事長に送った手紙の中で「14日以降は一度もその発言はしておりません」と書いたが、事実とは異なっていた。4月18日、再び手紙を送り謹慎に入ることを宣言した。しかし、翌19日の記者会見で「謹慎してもダメなものはダメと判決が下っている。だから活動を再開します」と言って、活動を再開した。
小泉内閣の外務大臣就任後、2001年5月14日に開かれた衆議院予算委員会において、この「お陀仏発言」について自民党の久間章生から質問された際には、「結果として言葉が走りましたことは認めます。そして、今日は小渕元総理の御命日であるということも承知いたしておりますので、御温容をしのびながら、以後、反省をいたします」と答弁した。

### 外務大臣として
外務大臣在任中、小泉内閣及び田中外相の方針に抵抗する外務省の官僚を更迭するため省内の人事異動に介入しようとしたものの、大臣には人事権がなく、省内の反発を受け頓挫した。

#### 日本の内閣の方針と合わない言葉を公言
2001年4月26日に外相に就任。日本国政府の閣議でミサイル防衛構想について反対の立場を決めたことはないのにもかかわらず、眞紀子はアメリカ合衆国のアーミテージ副長官との会談でミサイル防衛構想への批判を公言した。

#### 外国要人との会談を直前に中止
外相在任中、アメリカのパウエル長官との電話で、アーミテージ副長官が来られることは楽しみにしていると語った。しかし、2001年4月に、アーミテージ副長官が日本に来て小泉首相に会うための日程を決めようとした時、彼女は直前にこれをキャンセルした。

#### 金正男の身柄拘束後の対応
2001年5月1日、北朝鮮の総書記の金正日の長男、金正男が出入国管理法違反により新東京国際空港内で東京入国管理局に身柄拘束されたことについて、田中が「そんな人間を日本に置いておいて、北朝鮮からミサイルが飛んで来たら大変なことになる。すぐ帰さないとだめだ。すぐに追い出すように」という趣旨の発言をしたとされたことについて、2007年に鈴木宗男が衆議院で質問したが、そのような発言の記録は見当たらないと外遊中の福田康夫総理大臣の代理として官房長官の町村信孝が答弁した。

#### アメリカ合衆国の機密情報を漏洩
アメリカ同時多発テロ事件の直後に、田中は、当時機密情報であったパウエル国務長官の避難先（アーリントン国立墓地）や、アメリカ国防省の避難先（スミソニアン博物館）を記者会見で明かした。

#### 「外務省は伏魔殿」
外務省を「伏魔殿」と呼んで、外務省・外務官僚の閉鎖的な様子を鋭く表現し、外務省機密費流用事件や自身の進めようとした外務省改革・人事で外務省と対立した。

#### 更迭と外相辞任
外務大臣在任中、北方領土返還をめぐる方針や外務省改革などを巡り、当時の衆議院議院運営委員長で、外務省に強い影響力を持っていた鈴木宗男との抗争や官僚との軋轢が報じられていた。ごく短期間に事務方の秘書が4人交代し、中には体調を崩して病院に入院する者も出ていた。
外務大臣辞任の決定打となったのは2002年1月、アフガニスタン復興会議へのNGOピースウィンズ・ジャパン出席取り消し事件について、田中は「事務方は『鈴木議員からの圧力があった』と自分にいった」と発言したことである。この点は同28日の予算委員会で追及され、田中は具体的な幹部職員名を上げ「言った、間違いない」、事務方は「そのようなことは言っていない」と答弁し、答弁の食い違いに委員会は大紛糾した。その日の夕方に野上義二外務事務次官の参考人招致が実施され（事務次官の参考人招致は前代未聞）、次官は「私の口からは鈴木議員云々とは一切言っていない」と証言し、対立は一層深刻化した。
同29日、小泉純一郎は田中大臣と野上次官を総理大臣官邸に呼び、喧嘩両成敗として2人を更迭、鈴木宗男は衆議院議院運営委員長を辞任した。田中は「一生懸命やってきたつもりだったんですけどね」とカメラの前で涙を流した。圧倒的な人気を誇る彼女を更迭したことで、小泉内閣の支持率は30%程度急落した。

#### 秘書給与流用疑惑と議員辞職
秘書給与横領で元秘書より詐欺罪で告発され、自民党の党員資格を停止され、議員辞職となる。東京地検特捜部の捜査の結果、告発対象の秘書については「バス会社越後交通からの出向であるが、秘書としての勤務実態はあった」「秘書給与は同社に入れる一方、会社給与等の形で秘書給与額をやや上回る額が秘書に給与され、流用が確認できない」「出向扱いにしていたのは、社員としての身分保障の継続を求めた秘書側の希望」などが判明し、詐欺罪の公訴時効にかからない1996年以降の公設秘書10人も捜査された結果、犯罪性はないとされて2003年9月30日に嫌疑なしの不起訴処分となった。
その後、第43回衆議院議員総選挙で当選し、民主党会派（民主党・無所属クラブ）に入会した。以降、選挙の際に民主党公認の立候補者の選挙支援に重用される。ただし、当時は民主党員ではなく、あくまで無所属であった。従来どおり自由民主党公認候補である夫の支援も行っていたが、その後、夫を離党させた。
父角栄からの相続税の脱税が指摘され、目白邸の一部を分納したことがある。角栄の死去に伴い眞紀子は角栄遺産について1994年7月、小石川税務署に相続税の申告を行なった。その際に申告した遺産総額（課税対象額）は約120億円。しかし、1995年12月、その申告には78億円以上の申告漏れがあると東京国税局に指摘された。非上場の同族企業つまりペーパーカンパニーに持たせていた資産にメスが入れられたのである。申告すべき実際の遺産額は約200億円だった。この結果、納税すべき相続税額も約55億円増えた。このため、眞紀子や夫の直紀が相続した目白御殿と呼ばれていた角栄自宅の一部や軽井沢別荘の一部が、納税に充てるために物納された。

### 民主党への入党

#### 角友会の解散
父の古くからの支持者との軋轢の一つに、2004年から2005年にかけて起こったJR浦佐駅前に立つ銅像を巡って発生した管理団体との対立が挙げられる。この銅像に屋根をつけるべき（地元は豪雪地帯のため、「雪が積もってお父ちゃんが可哀想」と発言したとも）と2004年11月に管理団体「角友会」（会長・須佐昭三、越山会元幹事長）に申し入れるも難色を示されたため、2005年2月に「田中角栄記念館」を通じて六日町簡易裁判所に調停を申し立てた。話し合いの末、像の管理は田中家がすることとなり「角友会」は解散。銅像そのものは、支持者が角栄の地元発展への尽力に感謝し、約2億円をかけて1985年に建立したもの。また、2005年には銅像に屋根が掛けられた。
第45回総選挙では、民主党候補の支援のほか、選挙区によっては平沼グループの支援も行っている。

#### 北朝鮮による拉致被害者
2003年10月31日、佐渡において行った藤島正之候補の応援演説で、「拉致家族の子供は北朝鮮で生まれたから本来なら北朝鮮に返すべきじゃないですか? その辺のところを蓮池何とか（=透、被害者の薫さんの兄）さんはよく考えてください」と発言し、 北朝鮮による拉致被害者家族連絡会・北朝鮮に拉致された日本人を救出するための全国協議会を批判した。また、「（被害者に）耳触りのいいことを言うべきではない」、「（帰国した5人の拉致被害者の）家族の国籍は国際法上は北朝鮮籍。外務省も知っているはず。（日本帰国は）難しいとはっきり言うべき」と発言した。北朝鮮による拉致被害者家族連絡会と北朝鮮に拉致された日本人を救出するための全国協議会は田中眞紀子事務所に抗議したが、一切回答していない。

#### 記事出版差し止め
2004年3月、長女の記事に関し、長女がプライバシー侵害を理由に記事の差し止めの仮処分を申請し認められた。仮処分は後に東京高裁で取り消された。

### 文部科学大臣として

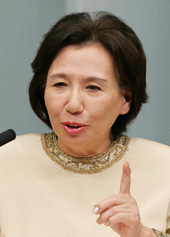
文部科学大臣就任時の田中（内閣広報室より公表された肖像）

2012年（平成24年）11月1日に、大学設置・学校法人審議会が新設大学の認可を文部科学省に答申したが、翌2日に田中は「大学が多すぎて教育の質が低下している」「認可の判断を審議会に任せていいのか。審査がルーティンワーク化している」と述べ、秋田公立美術大学、札幌保健医療大学、岡崎女子大学の3つの大学を不認可とすることを公表した。これに対する世論・マスコミの反発は大きく、6日後の同月8日に撤回した。田中自身は、就任間もない大臣（前月10月1日就任）が大学の認可・不認可という重要事項を自分の一存で決められるものではなく、事務方の意向に沿っただけのものであるとした。
国立競技場の建設について田中は毎日新聞に意見を読者投稿し、2015年8月22日付の「みんなの広場」（11面）に掲載された（「新国立」政治家は責任取れ）。既に支出された約62億円について「東日本大震災の被災者の方々のために役立てられたらと思うと、心から残念だ」などという内容。7月に白紙となったザハ案は、2012年11月、田中が文科相を務めていた時期（衆院解散の前日）に決まったものだった。

## 選挙歴
| 当落 | 選挙                   | 執行日         | 年齢 | 選挙区    | 政党       | 得票数     | 得票率 | 定数 | 得票順位 /候補者数 | 政党内比例順位 /政党当選者数 |
| ---- | ---------------------- | -------------- | ---- | --------- | ---------- | ---------- | ------ | ---- | ------------------ | ---------------------------- |
| 当   | 第40回衆議院議員総選挙 | 1993年07月18日 | 49   | 旧新潟3区 | 無所属     | 9万3319票  | 19.94% | 5    | 1/9                | /                            |
| 当   | 第41回衆議院議員総選挙 | 1996年10月20日 | 52   | 新潟5区   | 自由民主党 | 9万6759票  | 48.85% | 1    | 1/4                | /                            |
| 当   | 第42回衆議院議員総選挙 | 2000年06月25日 | 56   | 新潟5区   | 自由民主党 | 13万7866票 | 68.62% | 1    | 1/3                | /                            |
| 当   | 第43回衆議院議員総選挙 | 2003年11月09日 | 59   | 新潟5区   | 無所属     | 9万8112票  | 49.14% | 1    | 1/4                | /                            |
| 当   | 第44回衆議院議員総選挙 | 2005年09月11日 | 61   | 新潟5区   | 無所属     | 10万5484票 | 51.16% | 1    | 1/3                | /                            |
| 当   | 第45回衆議院議員総選挙 | 2009年08月30日 | 65   | 新潟5区   | 民主党     | 10万3202票 | 49.11% | 1    | 1/5                | /                            |
| 落   | 第46回衆議院議員総選挙 | 2012年12月16日 | 68   | 新潟5区   | 民主党     | 5万1503票  | 29.26% | 1    | 2/4                | 9/2                          |

## その他
- 久米宏とは早稲田大学の同級生であったことから仲が良く、久米が司会をしていた『選挙ステーション』等の番組にたびたび出演、持論を展開し、それ以外にも低頻度ながら久米が出演しているラジオ番組などでゲスト出演することがある。久米もまた、田中の登場時には何かしらからかうのが定番であった。
- 一人息子の雄一郎は1997年に結婚するも、夫人との仲を認めない眞紀子と対立し絶縁した[53][54]が99年の角栄の7回忌にはともに出席し関係は修復された[53]。
- 物真似されており、清水ミチコと林家たい平がその代表格である。

## テレビ・ラジオ出演
- みのもんたの“さしのみ”の初回ゲストであった。
- 2005年4月より、文化放送の昼のワイド番組「寺島尚正のラジオパンチ!」で水曜日のコメンテーターとしてラジオパーソナリティとして出演し話題になった。公務との関係で一時番組のコメンテーターを降板したが、翌年、再び、文化放送の清水克彦プロデューサーや寺島アナウンサーに要請されたのを受けて復帰した。
- 2007年1月6日16時より、FMPORT「げんこつRADIO SHOW!」にて、出演。その数週間前から、眞紀子の肉声で「は〜い」が何度か放送される。

## 発言
- 「（村山富市）総理は私たち閣僚にとってかけがえのない人。私たちの首（国務大臣）を切ればいくらでも切れる。できれば、官僚にこき使われてヘトヘトにならないようにしてほしい。総理公邸が合わなければ議員宿舎の中でパンツ1つで過ごしたほうがいいですよ」：科学技術庁長官時代に閣僚懇談会で発言。男性閣僚はギクッとなったが、村山首相は苦笑いしただけだった[注釈 4][30][55]。
- 「愛人は誰にだっているんじゃないんですか」：田中が名付けた「軍人、変人、凡人」の直後菅直人（当時民主党代表）の愛人問題が取り沙汰され、マスコミから愛人について尋ねられた時の発言[30][55]。
- 「人間には、敵か、家族か、使用人の3種類しかいない」[30][55]：このような人生観は、田中眞紀子に限った話ではなく、思想家の吉本隆明は著書の中で「その通りだ」と書いている。
- 「何も知らないお姫様が神輿に担がれて選挙している」：急逝した小渕恵三首相の後を継ぎ立候補した小渕優子衆議院議員に対して。当時はマスコミも、小渕優子の立候補を「お姫様選挙」と揶揄した[30][56]。
- 「スカートを踏んづけられていたので、後ろを振り返ってみると、言っている本人（小泉純一郎）だった」：外務省改革を妨害したと言って小泉首相を批判[30][56]。
- 「（NGO団体の案内状は届いたというのは）官房長官（福田康夫）のお得意の、勘違いをなさっておられるのではないでしょうか」[30][56]。
- 「私が当時外相を務めていたら、他の国に行ってもらう手段を考えただろう」：外相就任前、李登輝の査証発給問題について[30][57]。
- 「私は変人の生みの親でございますから、生むだけじゃなくて育てていかないと。」と外相就任に関して記者に話した。小泉首相と共に、改革への決意を語っていた[30][57]。
- 「小泉首相はいつまでもリチャード・ギアとダンスでも踊ってりゃいいのよ。」[30][55]
- 「本当にあの人（小泉）はアメリカ大好き」[30][55]
- 「小泉さんも自民党をぶっ潰すとか何とかおっしゃってましたけど、この小沢先生は本当にぶっ壊してきた実績がおありの方ですから」：小沢一郎を指して[30][55]。
- 「『もなか』だか『おなか』だか」：野中広務を指して[30][55]。
- 「静かじゃない人」：亀井静香を指して[30][55]。
- 「うらなりのさくらんぼ」：加藤紘一を指して[30][55][注釈 5]。
- 「ジジ公（自自公）だかババ公だか」：小渕首相時代の自民・自由・公明の連立内閣を指して[30][55]。
- 「蜃気楼」：森喜朗元首相（当時・自民党幹事長）のどこか茫洋としていて、切れ味が鈍く乏しいさまを、彼の名前を音読みして、「蜃気楼」と発言した。ただしこれは眞紀子のオリジナルというわけでもなく、浜田幸一も著書で同様の批判を行っていた[30][55]。
- 「カレー食って下痢して顔が細くなったような人」：細田博之を指して[30][55][注釈 6]。
- 「全財産を身につけて歩いているような人」：扇千景元保守党党首に対して[30][55]。
- 「小泉さん（純一郎元首相）がはいと言えば『はい』と言う人間たち」：小泉チルドレンを批判した発言[30][55]。
- 「ヅラ被ったおっさん」：与謝野馨を指して[30][55]。
- 「大風呂敷おばさん」：風呂敷の有効利用を促した環境大臣小池百合子を指して[30][55]。
- 「ポマードを（べったり）頭につけたおっちゃん」：首相辞任後の橋本龍太郎を指して[30][55]。
- 「最初はおいしかったが、だんだんしゃっこく（冷たく）なって、肉はミートホープの肉か知らないけど、見るだけでもいやになった。そういう時に新しく天丼が出てきたら、食べてみることだ」：自民党をカレーライスに例えて。天丼は民主党[30][55]。
- 「69歳のコピー人間」「もうじき70、老人ホーム行きになる人間」：福田康夫を指している[30][55]。
- 小泉政権を「大きな花火が上がって家が振動するくらいだったけど、外に出たら消えている」とし、次期首相となった安倍晋三官房長官（当時）についても「（安倍の総理総裁就任は）課長がいきなり代表取締役社長になるようなもの」「ぱちぱちとちっちゃな線香花火をもって『これも花火には違いない』みたいに言っているなあと。すぐに落ちてしまう」と徹底的に批判を加えている[30][55]。
- 「50万トンじゃダメなのよ。100万トンでもあげればいい。外交にはタイミングが大事」：2000年10月に家族会が北朝鮮へのコメ支援に反対して自民党本部前に座り込んだ際の発言[58]。
- 2006年10月6日の衆院予算委員会代表質問で安倍首相の政治姿勢を厳しい言葉で非難した。「お父さんの靴を履いて飛び出していったら右に右に歩いていった（＝安倍が政治家一家の出であることを揶揄。また、政治スタンスが「極右」であると批判）。」「聞いたところによると中西輝政先生におもねっているのではないでしょうか?（＝ブレーン・アドバイザーすべてが保守論客である事を肴に歴史認識が欠如しているのではないか、と質した。）」「2002年に（内閣官房副長官として）訪朝したのですから拉致問題に関して連帯責任を負うべきですよ。」「どうも貧相な朝食を食べているそうですから安倍さんの政治は筋肉質とはいえません。」「反対に我が家にはしっかりとした朝食がありますからどうか食べにこられたら如何でしょうか？（＝前者の発言を受けた皮肉）」
- 2007年「（憲法を）変えるのだったら徴兵制にし、自分の国を守るとは何なのか若者に教育すべきだ。」と徴兵制に賛成した。[59]
- 「（父の）田中角栄さんまでの自民党は良かった。その時の幻影をまだ見るのか。まだ（選挙で）自民党と書くのか」[60]
- 「（年金問題について）グレーゾーンは支払うべき。これは国家が国民を信用し愛せるかの問題。小泉さん、安倍さんには愛がない。だから大臣（松岡利勝前農水相）が首をつったんじゃないですか。内閣の防波堤にされたんじゃないですか」（2007年6月16日の応援演説）[60]
- 安倍晋三首相の学歴を引き合いに出して低学歴と揶揄する発言（2007年7月19日の新潟県での講演会）。ただし田中も学位は安倍と同じ「学士」である[61]。
- 麻生太郎外相の2007年7月19日の講演でのいわゆる「アルツハイマー発言」に対して「口の曲がったわけのわからないおっちょこちょいの外相が『中国のお米と日本のお米の（価格の）計算が分からない人なんてアルツハイマーだ』だって、自分がアルツハイマーだからそんなこと言っているんでしょう」と発言（7月28日の米子市での演説会）[62]。
- 「今の瞬間が福田さんにとってはピーク。あとは転げ落ちていく」：2007年9月26日に組閣した福田康夫内閣を指して[63]。
- 「年取った安倍晋三（前首相）が演説しているようなもの。税金の無駄、首相を辞めて解散だ」：2007年10月1日の福田康夫首相の所信表明演説を酷評[64]。
- 麻生太郎を「ひょっとこ総理」と命名した[65]。
- 「予算委員会の答弁を聞いていても何を言っているのか分からない。菅直人首相もあまり力量のない方だということが証明された」「中国に毅然と物が言えないようでは困る。何も遠慮することはない」：尖閣諸島沖での漁船衝突事件への対応について菅直人首相らを酷評[66]。
- 「やはり暴走老人で大変だなと。大変だろうなとみております」：2012年10月、東京都知事を辞任して、国政への復帰と新党結成を表明した石原慎太郎に対して[67]。
  - なお石原は2013年2月12日の衆議院予算委員会で「暴走老人の石原です。私はこの名称を非常に気に入っている。せっかくの名付け親の田中眞紀子さんが落選されて、彼女の言葉によると“老婆の休日”だそうでありますが、大変残念だ」と述べた[68]。
- 「自爆テロ解散」：2012年12月16日に行われた第46回衆議院議員総選挙で落選した翌日、記者会見で野田佳彦首相を痛烈に批判した時に対しての発言[69]。
- 「安倍家の生ごみのバケツのふた」：菅義偉を指して[70]。
- 「納豆餅」：石破茂を指して[70]。
- 「冷凍の透明人間」：岸田文雄を指して[70]。

## 一族

### 家庭・親族
- 父 - 田中角榮（第64・65代内閣総理大臣）
- 母 - 田中はな - 旧姓・坂本
- 夫 - 田中直紀（第10代防衛大臣）
- 子 - 田中雄一郎（税理士法人トラスト・CEO、トラストFAS株式会社取締役会長、株式会社ビジネスビジョン代表取締役会長）・真奈子[71][注釈 7]・真美子[71]
- 兄 - 正法 - 4歳で死亡
- 異父姉　静子（池田勇人 の甥（妹の息子）と結婚、この甥の従姉妹（つまり池田勇人の娘はブリヂストンの石橋正二郎の甥と結婚しているので、田中家と池田家と石橋家と鳩山家と三井財閥の團家は親戚である））
- 異母弟 -  田中京と田中祐は、父の妾・辻和子との子。
- 異母妹 - 辻和子の娘である真佐は早逝、佐藤敦子は父と佐藤昭子との子。（認知はされていない）

### 系譜
田中家
|          |          |          |          |          |          |  |  |      |      |      |      |      |      |  |  |          |          |          |          |          |          |  |  |          |          |          |          |          |          |  |  | 祐     |      |      |      |      |      |  |  |        |  |
|          |          |          |          |          |          |  |  |      |      |      |      |      |      |  |  |          |          |          |          |          |          |  |  |          |          |          |          |          |          |  |  |        |      |      |      |      |      |  |  |        |  |
|          |          |          |          |          |          |  |  |      |      |      |      |      |      |  |  |          |          |          |          |          |          |  |  | 辻和子   |          |          |          |          |          |  |  |        |      |      |      |      |      |  |  |        |  |
|          |          |          |          |          |          |  |  |      |      |      |      |      |      |  |  |          |          |          |          |          |          |  |  |          |          |          |          |          |          |  |  | 京     |      |      |      |      |      |  |  |        |  |
|          |          |          |          |          |          |  |  |      |      |      |      |      |      |  |  |          |          |          |          |          |          |  |  |          |          |          |          |          |          |  |  |        |      |      |      |      |      |  |  |        |  |
| 角右衛門 | 角右衛門 | 角右衛門 | 角右衛門 | 角右衛門 | 角右衛門 |  |  | 捨吉 | 捨吉 | 捨吉 | 捨吉 | 捨吉 | 捨吉 |  |  | 角次     | 角次     | 角次     | 角次     | 角次     | 角次     |  |  | 角榮     | 角榮     | 角榮     | 角榮     | 角榮     | 角榮     |  |  |        |      |      |      |      |      |  |  |        |  |
| 角右衛門 | 角右衛門 | 角右衛門 | 角右衛門 | 角右衛門 | 角右衛門 |  |  | 捨吉 | 捨吉 | 捨吉 | 捨吉 | 捨吉 | 捨吉 |  |  | 角次     | 角次     | 角次     | 角次     | 角次     | 角次     |  |  | 角榮     | 角榮     | 角榮     | 角榮     | 角榮     | 角榮     |  |  |        |      |      |      |      |      |  |  |        |  |
|          |          |          |          |          |          |  |  |      |      |      |      |      |      |  |  |          |          |          |          |          |          |  |  |          |          |          |          |          |          |  |  | 正法   |      |      |      |      |      |  |  |        |  |
|          |          |          |          |          |          |  |  |      |      |      |      |      |      |  |  |          |          |          |          |          |          |  |  |          |          |          |          |          |          |  |  |        |      |      |      |      |      |  |  |        |  |
|          |          |          |          |          |          |  |  |      |      |      |      |      |      |  |  |          |          |          |          |          |          |  |  | はな     |          |          |          |          |          |  |  |        |      |      |      |      |      |  |  |        |  |
|          |          |          |          |          |          |  |  |      |      |      |      |      |      |  |  |          |          |          |          |          |          |  |  |          |          |          |          |          |          |  |  | 眞紀子 |      |      |      |      |      |  |  |        |  |
|          |          |          |          |          |          |  |  |      |      |      |      |      |      |  |  |          |          |          |          |          |          |  |  |          |          |          |          |          |          |  |  |        |      |      |      |      |      |  |  |        |  |
|          |          |          |          |          |          |  |  |      |      |      |      |      |      |  |  |          |          |          |          |          |          |  |  |          |          |          |          |          |          |  |  |        |      |      |      |      |      |  |  | 雄一郎 |  |
|          |          |          |          |          |          |  |  |      |      |      |      |      |      |  |  |          |          |          |          |          |          |  |  |          |          |          |          |          |          |  |  |        |      |      |      |      |      |  |  |        |  |
|          |          |          |          |          |          |  |  |      |      |      |      |      |      |  |  | 鈴木佳衛 | 鈴木佳衛 | 鈴木佳衛 | 鈴木佳衛 | 鈴木佳衛 | 鈴木佳衛 |  |  | 鈴木直人 | 鈴木直人 | 鈴木直人 | 鈴木直人 | 鈴木直人 | 鈴木直人 |  |  | 直紀   | 直紀 | 直紀 | 直紀 | 直紀 | 直紀 |  |  |        |  |
|          |          |          |          |          |          |  |  |      |      |      |      |      |      |  |  | 鈴木佳衛 | 鈴木佳衛 | 鈴木佳衛 | 鈴木佳衛 | 鈴木佳衛 | 鈴木佳衛 |  |  | 鈴木直人 | 鈴木直人 | 鈴木直人 | 鈴木直人 | 鈴木直人 | 鈴木直人 |  |  | 直紀   | 直紀 | 直紀 | 直紀 | 直紀 | 直紀 |  |  |        |  |
|          |          |          |          |          |          |  |  |      |      |      |      |      |      |  |  |          |          |          |          |          |          |  |  |          |          |          |          |          |          |  |  |        |      |      |      |      |      |  |  | 真奈子 |  |
|          |          |          |          |          |          |  |  |      |      |      |      |      |      |  |  |          |          |          |          |          |          |  |  |          |          |          |          |          |          |  |  |        |      |      |      |      |      |  |  |        |  |
|          |          |          |          |          |          |  |  |      |      |      |      |      |      |  |  |          |          |          |          |          |          |  |  |          |          |          |          |          |          |  |  |        |      |      |      |      |      |  |  |        |  |
|          |          |          |          |          |          |  |  |      |      |      |      |      |      |  |  |          |          |          |          |          |          |  |  |          |          |          |          |          |          |  |  |        |      |      |      |      |      |  |  | 真美子 |  |
|          |          |          |          |          |          |  |  |      |      |      |      |      |      |  |  |          |          |          |          |          |          |  |  |          |          |          |          |          |          |  |  |        |      |      |      |      |      |  |  |        |  |